# Stone Sour
Stoun saur (engl. Stone Sour) američki je rok / metal bend formiran u De Moins, Iova, 1992. godine. Grupu čine Kori Tejlor (vokal, gitara) Džoš Rend (gitara), Roj Maiorga(bubnjevi). Dugogodišnji članovi Džoel Ekman (bubnjevi, udaraljke) i Šon Ekonomaki (bas gitara) napuštaju bend u 2006. i 2011. godini. Bivši gitarista Džim Koren je otišao 2014.
Do sada, Stoun saur je izdao šest studijskih albuma: „Stone_Sour_(album) (2002)”; „Come What(ever) May” (2006); „Audio SecrecyAudio Sekrsi (2010)”; „House of Gold & Bones – Part 1”(2012); „House of Gold & Bones – Part 2” (2013) i „Hydrograd” (2017). Oni su takođe objavili digitalni uzivo album, „Live in Moscow (Stone Sour album)” 2007. godine.
Stoun saur je dobio nominacije za grupu i dve nominacije za nagradu Gremi, i za Najbolji Metal Performans, za singlove „Uđi unutra”, 2003. godine i „Inhale” 2004. godine. Sa albuma 2006, „Kom vat (ever)” još jedna nominacija Gremi nagrade za najbolju metalsku izvedbu za singl „30 / 30-150”. Bend je prodao 2,1 miliona albuma u Sjedinjenim Američkim Državama od aprila 2017.

## Istorija

### Formiranje i rane godine (1992—1997)
Stoun saur je osnovao Kori Tejlor, koji je na kraju postao vokalista Slipnot i bivši bubnjar Džoel Ekman. Tejlor dugogodišnji prijatelj Šon Ekonomaki pridružio ubrzo nakon toga, i popunjava grupu kao basista. Tokom ovih osnivačkih godina, Stoun saur je snimio dve demo trake, u 1993. i 1994. Ubrzo nakon toga, 1995. godine, Džim Koren, koji je sada deo Slipnot sa Tejlor, pridružio se bendu. Ova grupa bila potpuna, a 1996. godine, beleži još jedan demo snimak, pesme iz koje će kasnije da se koristi 2002. godine na svom istoimeni debi album, „Kiseli Kamen”. Bend je dobio ime po alkoholnom piću koji se sastoji od jednog dela viskija, jednog dela soka od narandže.
Godine 1997. bend je nastavio sa pauzom, tokom koje su Tejlor i Rot provodili najveći deo svog vremena sa Slipnotom, koji su imali još jedan nastup u De Mojnsu i uskoro zaradili rekordan ugovor. Rot se zapravo nije pridružio bendu sve do godinu dana nakon Tejlora, a Ekonomaki je postao levi gitarista.

### i pauza (2000—2004)
Nakon što se Džoš Rand pridružio bendu, bend je snimio svoj debi samopodpisani album u Sidar Folsu. Nakon izdanja, album je snimljen na broju 46 na Bilbordu 200. Pesma „Trudi se”, koji je predstavljena na Spajdermen Zvučnoj stazi (pripisan samo Tejloru), dostigao broj 2 na Mainstream Rok Čartu, kao i broj 4 na Modernom Rok Tracks, i 56 na Vrućoj oglasnoj tabli 100.
Sledeći singl, „Inhale”, dostigao je 18. mesto na tabeli Mainstream Rock. Grupa je dobila dve nominacije za Gremi nagradu Najbolja metal izvedba za singlove „Uđi unutra” i „Inhale” u 2003. i 2004. godini. Album je nastavio da dostigne Zlatan sertifikat. Bend je obilazio svet šest meseci sa bendovima Sinčom i Šaveleom pre nego što je započeo privremeni odmor, dok su se Tejlor and Rot vratili u Slipnot za drugi album i novu turneju.

### (2005—2007)
Bend se vratio 2006. godine da pusti svoj drugi studio album, „Kom Vat (ever) Mej”. Razdvojili su bubnjara Džoela Ekmana, za trenutnim bubnjarem Isaka Džejmesa, koji je otišao da se brine o svom sinu obolelom od raka, a kasnije regrutovao trenutnog bubnjara Roi Maiorga (Soulfli, a kasnije i Amebik). Pesma „30 / 30-150” snimljena je sa bubnjarom Godsmakom Šanon Larkin. Album je objavljen 1. avgusta 2006. godine. Ispunjen je pozitivnim kritikama kritičara, a u prvoj sedmici je prodato 80.000 primeraka, što mu omogućava da debituje na četvrtom mestu na Bilbord 200. Bend je obilazio sledećih godinu i po, i objavio album „Živi u Moskvi” isključivo na ajTjuns 14. augusta 2007.
Jedinstveni singl „Sejlivorld” dostigao je broj 2 na Meinstrim Rok tabeli 2006. „Kroz staklo” se pokazao kao uspešan na prvom mestu na Meinstrim Rok tabeli, 2 na Modern Rok tabeli, 12 na Adult Top 40 i 39 na Bilbord Hot 100 takodje 2006. Izdali su još dva singla 2007. godine, „Mejd of Skars” i „Zizk Rd.”, Koji su uspeli da dostignu vrhunac na brojevima 21 i 29 na Meinstrim Rock tabeli. Godine 2006. dobila je nagradu Grejmi za nominaciju za najbolju metalsku izvedbu za singl „30 / 30-150”

### Audio Secrecy(2009—2011)
Treći album benda „Audio Tajnost”, snimljen je u Blekbrd Studios u Nashvillu, Tennessee, sa producentom Nikom Raskulenezom, koji je bio producent i za drugi album grupe „Kom Vat (ever)” i objavljen 7. septembra 2010. godine. Tejlor je rekao: "„Audio tajnost” je zbir svega što želimo, sve što hoćemo i sve za šta se borimo … Dimenzije idu dalje od svega što smo ikada pokušali ranije. Metal, kamen, sporo, meko, tvrdo, brzo, gorko, lepo i najvažnije, stvarno je. Ovakav album ne možete dobiti iz benda koji ne postoji. Bacimo oprez van prokletog prozora. "
Stoun saur je odigrao prvi godišnji Rokstar Enerdži Drink Aproar festival sa Avendže Sevenfold i Holivud Anded. Stoun saur je objavio datum izdavanja albuma „Audio Tajnost” 7. septembra. Stoun saur je bio deo Soundwave (Australian music festival) festivala krajem februara / početka marta u Australiji 2011. godine. Stoun saur sa naslovom Avalanč Tur, podržana od strane Teori of a Dedmen, Skilet, Hejlestorm i Umetnost umiranja. Takođe je najavljeno da će biti pušten DVD sa Stoun saur, snimljen u Brinton Centru u Velikoj Britaniji. Bend je obilazio Avendže Sevenfold, Nju Medicin i Holivud Anded na „Noćna mora posle Božićne turneje” 2011.

### (2012—2013)
Bend je izdao pesmu koja se zove „Pesimista” a besplatan donload na Facebook stranici 27. marta 2012. godine. Pesma je ranije bila dostupna samo na ajTjuns deluks verziji zvučnog zapisa za Transformers: Mrak na mesecu. Takođe su objavili svoj prvi DVD uživo u Brajtonu iste godine, snimajući svoje performanse 7. novembra 2010. godine.
Na Instagramu je 3. maja 2012. godine objavljeno da se basista Šon Ekonomaki razdvojio od bendom na prijateljski način. U studiju ga je zamenio trenutni basista Rejčel Bolan. Stoun saur je započeo snimanje svog četvrtog studijskog albuma početkom 2012. Kori Tejlor izjavio je da će album završiti duplim albumom ili konceptnim albumom i opisao zvuk albuma kao „Pink Floids de Vol mits Alis in Čains Drt”. Kasnije je objavljeno da će novi materijal biti objavljen kao dva izdvojena albuma. Prvi album, „Kuća zlata i kostiju — Deo 1”, objavljen je 23. oktobra 2012. godine, a drugi album „Kuća zlata i kostiju — Deo 2”objavljen je širom sveta 9. aprila 2013. godine. Projekat takođe ima seriju grafičkih romana u 4 delova koja prati albume, govoreći o linearnoj priči koja se pojavljuje u tekstovima istih albuma.
Dana 5. oktobra 2012. godine, kao basista za bend na turneji ciklusa „Kuća zlata i kostiju”, izabran je Džoni Čaov iz grupe Faerebol Ministri i Kavalera Konspirsi. Stoun saur je kasnije odigrao Saundvejv Festival 2013 u Australiji i nedjelju na Daunlod Festivalu 2013. Gitarista Džejms Rot nije putovao sa Stoun saur u zimu 2013. godine, pošto je morao da napravi kratki odmor od grupe da radi na petom .5: The Gray Chapter sa Slipnotom, iako je kasnije otkriveno da je otpušten iz benda zbog muzičkih razlika. On je tvrdio da je bend želeo da se fokusira na „radio i novac”, u kojem se Rot borio protiv, a to je dovelo do podele. Kristian Martući je popunjen za Rot tokom tog perioda.

## Muzički stil
Tokom karijere benda, njihov muzički stil opisan je kao alternativni metal, hevi rok, hevi metala i alternativni rok. Njihova muzika karakteriše kontrabasne bubanjske bubnjeve, teške gitarske rifove, dvostruke gitarske harmonije i vokalno kombinovanje vrištanja s pevanjem.
Gitarista Džoš Rand izjavio je u intervju da pokušava u svojoj muzici da dovede metalni aspekt i elemente traš metala. Takođe je izjavio da je stil pisanja drugačiji nego u Slipnotovom stilu pisanja.
Četvrti i peti album Kiseo Kamen, „Kuća zlata i kostiju — deo 1 i 2” su prepoznatljivi po formatu koncepta albuma, i doveli su do upoređivanja sa progresivnim rok bendovima. Na pitanje o tome, Džoš Rand je izjavio: „Još uvek mislim da smo to mi. Nikada nismo rekli da ćemo biti Genesis (band) ili Dream Theater ili Yes (band) ili bilo koji od tih vrsta bendova. Mi nismo banda. Rekli smo da ćemo usvojiti ideje tih priča i stvari, ali to će i dalje biti rekord Kiselog Kamena, gde još uvek možete izvlačiti te pojedinačne pesme. Želeli smo samo ponuditi nešto više u svetu u kojem se radi o singlovima, samo smo želeli da uradimo nešto drugačije. Uvek smo evoluirali iz zapisa u zapisnik, ako slušate ceo naš katalog.” Oba albuma su kritički priznata.

## Članovi benda
Trenutni članovi:
- Kori Tejlor — vodeći vokali, gitara (2001-danas)
- Džoš Rand — ritam gitara (2001-danas)
- Roi Maiorga — bubnjevi, udaraljke (2006-danas)
- Džoni Čaov — bas, prateći vokali (2012-danas)
- Kristian Martući — vodeća gitara, prateći vokali (2013-danas)

Bivši obilazni muzičari:
- Džason Kristofer — bas gitara (2011)
- Mike Portnoi — bubnjevi (2011)
- Džon Nimoi — gitara (2018)
- Ardžej Ronkilo — gitara (2018)

Bivši članovi:
- Džoel Ekman — bubnjevi, udaraljke (2001—2006)
- Šon Ekonomaki — bas (2001—2011)
- Džim Rot — vodeća gitara (2001—2013)

## Diskografija
- Stone Sour (2002)
- Come What(ever) May (2006)
- Audio Secrecy (2010)
- House of Gold & Bones – Part 1 (2012)
- House of Gold & Bones – Part 2 (2013)
- Hydrograd (2017)

## Spoljašnje veze
- Zvanični veb-sajt
- Zvanična Jutjub stranica
- Logo